# 205-я отдельная гвардейская мотострелковая бригада
205-я отдельная гвардейская мотострелковая казачья бригада (сокр. 205 омсбр, в/ч 74814) — тактическое соединение Сухопутных войск Российской Федерации. Формирование входит в состав 49-й общевойсковой армии Южного военного округа. Пункт постоянной дислокации — г. Будённовск Ставропольского края.
Сформирована в 1995 году, на основании Директивы министра обороны Российской Федерации № 314/12/0198 от 17 марта 1995 года, на базе 167-й мотострелковой бригады (в/ч 29709) и 723-го гвардейского мотострелкового полка (в/ч 89539, г. Чайковский) 16-й гв. тд во время первой чеченской кампании.
Бригада находится на попечении Георгиевской епархии РПЦ.
Соединение имея «казачий» статус, отбирает казаков в свои ряды от Донского, Кубанского и Терского казачьих войск. Казачьи войска устраивают шефство над закреплёнными за ними батальонами. Оказывается помощь в поддержании дисциплины, присылается гуманитарная помощь.
Бригада является соединением постоянной боевой готовности.

## История
205-я отдельная мотострелковая бригада сформирована на основании Директивы министра обороны Российской Федерации № 314/12/0198 от 17 марта 1995 года для выполнения задач по восстановлению конституционного порядка и разоружения незаконных бандформирования на территории Чеченской Республики. Основой для формирования соединения послужили 167-я отдельная мотострелковая бригада (в/ч 29709, г. Чебаркуль Челябинской области) и 723-й гвардейский мотострелковый полк 16-й гвардейской танковой дивизии (в/ч 89539, г. Чайковский, Пермский край). Местом первоначальной дислокации стал г. Грозный. 2 мая 1995 года формирование бригады было завершено и с тех пор этот день стал юбилейным.
С мая 1995 г. по 23 ноября 1996 года 205-я омсбр проводила боевые операции на территории Чеченской Республики. 31 декабря 1996 года вывод бригады был полностью завершён.
С 20 января 1997 года 205-я омсбр базируется в г. Будённовск.
На основании приказа министра обороны, бригаде 23 сентября 1998 года присвоили почётное наименование «казачья».
В 1999 году бригада занималась отражением вторжения чеченских боевиков в Дагестан. Бои велись в сёлах Ботлих и Карамахи. В дальнейшем боевые действия продолжились на территории Чечни. Военнослужащими соединения были освобождены населённые пункты: с. Знаменское, г. Грозный, п. Шаами-Юрт.
В 2022 году бригада участвовала в российском вторжении на Украину. В марте 2022 года украинское командование сообщало, что подразделения бригады участвовали в боях в районе Запорожья и Мариуполя.
13 декабря 2024 года Указом президента Российской Федерации бригаде присвоено почётное наименование «гвардейская» за «массовый героизм и отвагу, стойкость и мужество проявленные личным составом бригады в боевых действиях по защите Отечества и государственных интересов в условиях вооружённых конфликтов».

## Состав
- управление,
- 1-й мотострелковый батальон,
- 2-й мотострелковый батальон,
- 3-й мотострелковый батальон,
- танковый батальон,
- 1-й гаубичный самоходно-артиллерийский дивизион,
- 2-й гаубичный самоходно-артиллерийский дивизион,
- реактивный артиллерийский дивизион,
- противотанковый артиллерийский дивизион,
- зенитный ракетный дивизион,
- зенитный ракетно-артиллерийский дивизион,
- разведывательный батальон,
- инженерно-сапёрный батальон,
- батальон управления (связи),
- ремонтно-восстановительный батальон,
- батальон материального обеспечения,
- стрелковая рота (снайперов),
- рота БЛА,
- рота РХБ защиты,
- рота РЭБ,
- батарея управления и артиллерийской разведки (начальника артиллерии),
- комендантская рота,
- медицинская рота,
- взвод управления и радиолокационной разведки (начальника противовоздушной обороны),
- взвод управления (начальника разведывательного отделения),
- взвод инструкторов,
- взвод тренажеров,
- полигон,
- оркестр.[11]

## Государственные награды
За две чеченских кампании около 1500 солдат и офицеров бригады были награждены государственными наградами. Пять военнослужащих бригады были удостоены звания Героя Российской Федерации:
- капитан Станислав Кравцов (посмертно),
- рядовой Александр Яковлев (посмертно),
- старший лейтенант Виталий Потылицын (посмертно),
- младший сержант Андрей Завьялкин (посмертно),
- полковник Сергей Стволов.

## Командиры
В разное время бригадой командовали:
- подполковник, с июня 1995 года полковник, с 1996 года генерал-майор Назаров, Валерий Иванович (май 1995 года — январь 1997 года);
- полковник Мишанин, Сергей Валентинович (с января 1997 года);
- генерал-майор Дерепко, Сергей Александрович;
- генерал-майор Тулин, Сергей Загитович (с июля 2000 года);
- генерал-майор Истраков, Сергей Юрьевич (2002—2003);
- генерал-майор Лапин, Александр Павлович (2004—2006);
- генерал-майор Касторнов, Константин Георгиевич (2006—2008);
- генерал-майор Тюрин, Григорий Ростиславович[12] (2008—2011);
- генерал-майор Иванаев, Андрей Сергеевич[12] (2011—2012);
- генерал-майор Донских, Владимир Юрьевич (2012—2015);
- полковник (с декабря 2016 года генерал-майор) Цоков, Олег Юрьевич (2015—2018);
- полковник Лега, Николай Александрович (2018—2019);
- полковник Овчаров, Дмитрий Сергеевич (2019 — май 2021).
- подполковник Шандура Эдуард Юрьевич (май 2021 — н.в.)